# 商天娥
商天娥（英語：Kiki Sheung Tin Ngor；1962年7月24日—），香港女藝人，前TVB旗下合約女演員，曾是無綫1980年代当紅一線花旦之一。由於出生時皮膚白晢，父親替她取名「天娥」，寓意天上的嫦娥。

## 背景
商天娥於香港出生，有五名弟妹，父親任職商會文員。商早年於香港島西環水街的住宅居住，青年階段再移居華富邨，曾就讀聖公會呂明才紀念小學。在讀中學時是校內游泳校隊成員，擅於文藝科目，卻拙於歷史科及數學科，於銅鑼灣吉利市百貨公司當過暑期售貨員。她中學畢業後基於希望成為模特兒而選擇與時裝相關的工種，從事成衣洗水公司的時裝批發項目兩年（未入訓練班前入職了一至兩個月，取錄為學員後繼續任職），後來隨4個朋友一同報考麗的電視訓練班和無綫電視藝員訓練班，期間只想於時裝界發展的她沒有依時出席第2場面試，結果面試導師劉芳剛親自致電商天娥的推薦者、無綫第11期訓練班的一位女學員，建議她考慮參與面試。商天娥出道於無綫電視藝員訓練班第12期（1982年至1983年），畢業後成為該台藝員，曾經演出跑龍套兩年，簽約後首部參演的劇集為《摩登幹探》。她於1984年憑著跟張國榮合演《儂本多情》走紅，隨即成為無綫1980年代末力捧的當紅花旦，自此一直在無綫電視電視劇坐上一線位置，其中1984年《鹿鼎記》、1987年《季節》及1989年《義不容情》均取得不俗成績。同期與友人於尖東合資經營花店。
商天娥及後於1990年憑首部三級片《三狼奇案》榮獲第9屆香港電影金像獎最佳女配角提名。1990年代眼見受捧程度未及從前，無綫開始力捧邵美琪及羅慧娟等人，因而減少幕前演出，1990年代初一度移居美國，1995年轉投亞洲電視，但因亞視虧損減少劇集製作，演出不多，與鄧萃雯、萬綺雯及蔡曉儀合演的《我和春天有個約會》及與林正英合演的《殭屍道長II》較為人熟悉，並曾到大陸和台灣發展。2003年重返無綫電視，回歸作為《隔世追兇》。因商天娥年齡漸長兼身形開始發福，回歸無綫後多飾演中年母親角色。
唱功了得的商天娥不曾出過專輯，但因唱功嘹亮而為無綫劇集演唱劇集歌曲，並於2010年《萬千星輝賀台慶》與胡鴻鈞合唱《聽海》，觀眾及網民觀看後發現商天娥歌藝非常好，獲得大眾支持成為專業歌手。2013年3月31日香港紅磡體育館舉辦之《繼續十年‧寵愛‧音樂會》上，為紀念張國榮去世十周年，商天娥演唱曾與張國榮合演電視劇《儂本多情》同名歌曲，再度獲得好評。
2014年在警匪電視劇《忠奸人》戲份甚少，連同劇演員小寶、李璧琦、劉思希及李亞男戲份及出鏡率都多於商天娥而備受爭議。同年11月，商天娥拍畢時裝新劇《樓奴》後離開無綫，再次與無綫電視結束賓主關係。另一方面轉往新加坡及馬來西亞作登台歌唱演出。2017年，她首次接演音樂劇。2019年，商天娥承認早年與鄧萃雯不和實有其事，皆因搭嘴說是非，但二人已在活動上破冰泯恩仇；2019年11月重返無綫電視，翌年3月初拍攝時裝劇集《寶寶大過天》。

## 個人生活
商天娥出道時曾與陶大宇、張國榮以及吳啟華傳緋聞。2010年10月3日，年屆47歲的她已嫁予交往四年多的同齡男友李偉誠。商天娥與李偉誠均是基督教徒，她是香港藝人之家的骨幹成員。

## 演出作品
*以下列表只記錄商天娥演出過的影視作品，若有遺漏，請協助補充相關資料。

### 電視劇（無綫電視）
| 首播         | 劇名              | 角色                                                                                         |
| 1983年       | 射鵰英雄傳        | 天鵝                                                                                         |
| 1983年       | 夾心人            |                                                                                              |
| 1983年       | 無冕天使          |                                                                                              |
| 1983年       | 香港八三          |                                                                                              |
| 1983年       | 警花出更          | 最後一集飾演見習督察，僅有10多秒的戲份，在差館向其上司鄭裕玲報到，和被介紹給警署警長馮淬帆。 |
| 1983年       | 鬼咁夠運          |                                                                                              |
| 1984年       | 愛情一千米        |                                                                                              |
| 1984年       | 儂本多情          | 莫笑儂                                                                                       |
| 1984年       | 鹿鼎記            | 阿珂/陳圓圓                                                                                  |
| 1984年       | 決戰玄武門        | 春桃                                                                                         |
| 1984年       | 摩登幹探          | 關麗娥                                                                                       |
| 1984年       | 笑傲江湖          | 劉菁                                                                                         |
| 1985年       | 碧血劍            | 焦宛兒                                                                                       |
| 1985年       | 好女當差          | 陳剛妻子                                                                                     |
| 1985年       | 楚河漢界          | 呂雉                                                                                         |
| 1985年       | 楊家將            | 楊二娘                                                                                       |
| 1986年       | 聖劍天嬌          |                                                                                              |
| 1986年       | 遁甲奇兵          | 倪可愛                                                                                       |
| 1986年       | 黃金十年          | 毛如美                                                                                       |
| 1986年       | 鑽石王老五        | 向晴                                                                                         |
| 1987年       | 季節              | 周珮菁                                                                                       |
| 1987年       | 獵鯊行動          | 朱寶雯                                                                                       |
| 1987年       | 書劍恩仇錄        | 周綺                                                                                         |
| 1987年       | 時來運到          | 周慧中                                                                                       |
| 1988年       | 兵權              | 陶三春                                                                                       |
| 1988年       | 太平天國          | 杜慧貞                                                                                       |
| 1989年       | 義不容情          | 馮美欣（Cindy）                                                                              |
| 1989年       | 淘氣雙子星        | 常嫣然                                                                                       |
| 1989年       | 摘星的女人        | 孫晴希                                                                                       |
| 1990年       | 同居三人組        | 周連貴                                                                                       |
| 1990年       | 失職丈夫          | 楊曉葵                                                                                       |
| 1990年       | 傲劍春秋          | 魏無雙                                                                                       |
| 1991年       | 幹探群英          | 陳芷玲                                                                                       |
| 1994年       | 笑看風雲          | 張學華                                                                                       |
| 1995年       | 廉政英雌          | 池中蓮                                                                                       |
| 1995年       | 天降奇緣          | 林麗菁                                                                                       |
| 2004年       | 隔世追兇          | 張月萍（Mon姐）                                                                              |
| 2004年       | 赤沙印記@四葉草.2 | 林嘉儀                                                                                       |
| 2004年       | 天涯俠醫          | 王甫馨（Helen）                                                                              |
| 2005年       | 西廂奇緣          | 張念恩                                                                                       |
| 2005年       | Yummy Yummy       | 歐麗蓉                                                                                       |
| 2005年       | 胭脂水粉          | 李雅仙                                                                                       |
| 2006年       | 鳳凰四重奏        | 董帶喜                                                                                       |
| 2007年       | 師奶兵團          | 曹美娥                                                                                       |
| 2008年       | 最美麗的第七天    | 凌寶芝                                                                                       |
| 2008年       | 師奶股神          | 蔣如珠                                                                                       |
| 2008年       | 與敵同行          | 劉潔儀（Mon姐）                                                                              |
| 2008年       | 東山飄雨西關晴    | 莊鳳德（莊二少奶）                                                                           |
| 2009年       | 巾幗梟雄          | 彭嬌（二奶奶）                                                                               |
| 2010年       | 掌上明珠          | 朱碧雲（大小姐）                                                                             |
| 2010年       | 翻叮一族          | 崔喜喜（孖喜姐）                                                                             |
| 2011年       | 荃加福祿壽探案    | 藍瓊雪                                                                                       |
| 2011－2012年 | 結·分@謊情式      | 簡亦寶（BoBo、寶姨）                                                                         |
| 2012年       | 換樂無窮          | 呂凰（Quin）                                                                                 |
| 2014年       | 忠奸人            | 冼慧英（Madam Sin）                                                                          |
| 2015年       | 樓奴              | 利愛華（Joyce）                                                                              |
| 2021年       | 寶寶大過天        | 金美歡（Happy姐，肥歡）                                                                      |

### 電視劇（亞洲電視）
| 首播   | 劇名             | 角色           |
| 1995年 | 我和春天有個約會 | 洪帶娣／洪蓮茜 |
| 1996年 | 再見艷陽天       | 石佩佩         |
| 1996年 | 殭屍道長II       | 玫瑰           |
| 2003年 | 子是故人來       | 石彩玉         |
| 2003年 | 女俠丁叮噹       | 錢錢           |

### 電視劇（其他）
| 首播   | 劇名                                               | 角色               | 備註                 |
| 1985年 | 廉政先鋒第二輯：怒海追尋                           | 林美美             | 廉政公署電視劇       |
| 1990年 | 我們是這樣長大的：哥哥的標本（页面存档备份，存于） | 麥竟康媽媽         | 香港電台單元劇       |
| 1993年 | 我愛茨廠街                                         | 楊天娥             |                      |
| 1994年 | 大慈善家                                           |                    |                      |
| 1999年 | 鏡花緣傳奇                                         | 坤欣（女兒國丞相） | 於2005年華娛衛視首播 |
| 1999年 | 食神                                               | 吳喜               | 中國星電視劇         |
| 1999年 | 少年英雄方世玉                                     | 李小環             |                      |
| 2005年 | 功夫足球                                           | 碧眼狐狸           |                      |
| 2006年 | 獅子山下：零用錢                                   |                    | 香港電台單元劇       |
| 2007年 | 一家人：窮媽媽富的家                               | 慧芬               | 香港電台單元劇       |
| 2011年 | 凰圖騰                                             | 晁太后             |                      |
| 2014年 | 探灵档案                                           |                    |                      |
| 2020年 | 非凡三俠                                           | 姜 太              |                      |

### 電影
- 1985年 猛鬼逼人
- 1989年 三狼奇案 飾 馬太太（嬌）
- 1991年 四大家族之龍虎兄弟 飾 娥
- 2000年 天下無敵掌門人
- 2005年 天地孩兒
- 2005年 擁抱每一刻花火
- 2005年 後備甜心 飾 Jill媽
- 2007年 C+偵探 飾 潘素芳
- 2007年 葬禮揸FIT人
- 2007年 塚愛 飾 姨媽
- 2011年 我愛HK開心萬歲 飾 李師奶（80年代）
- 2013年 第一次不是你 飾 強媽

### 電視電影（無綫電視）
- 1993年 箱屍奇案 飾 李惠珍
- 1994年 喋血狂奔 飾 鄧太

### 舞台劇 / 音樂劇
- 1992年 嬉春酒店
- 2001年 煙雨紅船（舞台劇廣播版）[22][23]
- 2003年 男式
- 2010年 石塘咀如花與大舊勝（页面存档备份，存于）
- 2014年 遇上1941的女孩（页面存档备份，存于）
- 2017年 馬丁路德（页面存档备份，存于）
- 2019年 謀殺啟事（页面存档备份，存于）

### 主持節目（無綫電視）
- 2013年 演嘢（與張繼聰一同主持）

### 演唱会
- 2009年7月5日 商天娥——師奶有約大馬演唱會（馬來西亞雲頂雲星劇場）

## 音樂作品

### 單曲
- 2008年 有我亦有你（動畫《我們這一家》片頭曲、兒歌）
- 2011年 Right on time（劇集《結·分@謊情式》片頭曲、與陳奐仁合唱）
- 2017年 敢怕（音樂劇《馬丁路德》歌曲，與張崇基、張崇德、徐偉賢合唱）

## 資料來源
1. ↑  . 華僑日報. 1984-07-25: 14  [2021-07-28]. （原始内容存档于2021-07-28）.
2. 1 2 3  . 華視綜合週刊740期. 1985-12-23  [2020-08-03]. （原始内容存档于2017-08-03）.
3. ↑  . 東網. 2015-05-18  [2020-08-03]. （原始内容存档于2021-07-10）.
4. ↑  . 香港蘋果日報. 2007-05-31  [2020-08-03]. （原始内容存档于2021-07-10）.
5. ↑  . 工商晚報. 1984-03-26: 5  [2021-07-28]. （原始内容存档于2021-07-28）.
6. ↑  . 華僑日報. 1985-11-14: 23  [2021-07-28]. （原始内容存档于2021-07-28）.
7. 1 2 3  . 香港經濟日報. 2019-07-16.
8. ↑  . 香港蘋果日報. 2007-05-31  [2020-02-29]. （原始内容存档于2020-04-26）.
9. ↑  . 華僑日報. 1989-08-17: 31  [2021-07-28]. （原始内容存档于2021-07-28）.
10. ↑  . 華僑日報. 1987-09-20: 21  [2021-07-28]. （原始内容存档于2021-07-28）.
11. ↑  . 香港電影金像獎董事局. 1990  [2021-07-28]. （原始内容存档于2020-11-13）.
12. ↑  . 都市日報. 2019-07-18  [2020-02-29]. （原始内容存档于2020-04-26）.
13. ↑  . 太陽報. 2014-08-24  [2020-02-29]. （原始内容存档于2020-04-26）.
14. ↑  . 星島日報. 2015-07-29  [2020-02-29]. （原始内容存档于2020-04-26）.
15. ↑  . 東周網. 2017-08-16  [2020-02-29]. （原始内容存档于2020-04-26）.
16. ↑  . 香港經濟日報. 2019-10-23  [2020-02-29]. （原始内容存档于2020-04-26）.
17. ↑  . 香港01. 2019-10-23  [2020-02-29]. （原始内容存档于2020-04-26）.
18. ↑  . 晴報. 2020-02-20  [2020-02-29]. （原始内容存档于2020-10-27）.
19. ↑  . 華僑日報. 1985-07-18: 32  [2021-07-28]. （原始内容存档于2021-07-28）.
20. ↑  . ELLE（香港）. 2018-12-07  [2020-02-29]. （原始内容存档于2020-04-26）.
21. ↑  . 影音使團. 2017-08-30  [2020-02-29]. （原始内容存档于2018-10-10）.
22. ↑  . 明報. 2001-09-10  [2021-07-28]. （原始内容存档于2021-07-28）.
23. ↑  . 星島日報. 2001-08-25  [2021-07-28]. （原始内容存档于2021-07-28）.

## 外部連結
- 商天娥的新浪微博
- 商天娥在香港影庫上的簡介